# Streepkopmiervogel
De streepkopmiervogel (Drymophila devillei) is een zangvogel uit de familie Thamnophilidae (miervogels). Deze vogel is genoemd naar de Franse natuuronderzoeker Émile Deville (1824-1853).

## Verspreiding en leefgebied
Deze soort komt voor in het Amazonegebied en telt twee ondersoorten:
- D. d. devillei: van ZC-Colombia en NO-Ecuador tot ZO-Peru, C-Bolivia en W-Brazilië.
- D. d. subochracea: Amazonisch ZC-Brazilië en NO-Bolivia.

## Status
De grootte van de populatie is niet gekwantificeerd maar de soort wordt omschreven als vrij algemeen maar met een versnipperde verspreiding. Op de Rode lijst van de IUCN heeft deze soort de status niet bedreigd.